# Волковский, Владимир Филиппович
Владимир Филиппович Волковский (14 апреля 1922 года — 24 октября 1971 года) — Герой Советского Союза, участник Великой Отечественной войны, командир танково-десантной роты моторизированного батальона автоматчиков 66-й гвардейской танковой бригады 12-го гвардейского танкового корпуса 2-й гвардейской танковой армии 1-го Белорусского фронта, гвардии лейтенант.

## Биография
Владимир Филиппович Волковский родился 14 апреля 1922 года в селе Николаевка ныне Первомайского района Харьковской области в крестьянской семье. По национальности — украинец. Член КПСС с 1944 года. В 1941 году окончил Днепропетровский индустриальный техникум. Работал техником-прокатчиком.
В 1941 году призван в ряды Красной Армии. В 1942 году окончил Астраханское пехотное училище. В боях Великой Отечественной войны с 1942 года. Воевал на 1-м Белорусском фронте.
Командир танково-десантной роты моторизированного батальона автоматчиков гвардии лейтенант Волковский отличился в январе 1945 года. Танково-десантная рота под его командованием вела наступление, проходя за сутки до 50-90 километров. С 15 по 30 января 1945 года рота прошла с боями около 600 километров. 21 января 1945 года в упорных уличных боях за польский город Иновроцлав Волковский проявил личное мужество и героизм.
Указом Президиума Верховного Совета СССР от 24 марта 1945 года за умелое командование танково-десантной ротой и проявленные при этом мужество и героизм гвардии лейтенанту Владимиру Филипповичу Волковскому присвоено звание Героя Советского Союза с вручением ордена Ленина и медали «Золотая Звезда» (№ 5743).

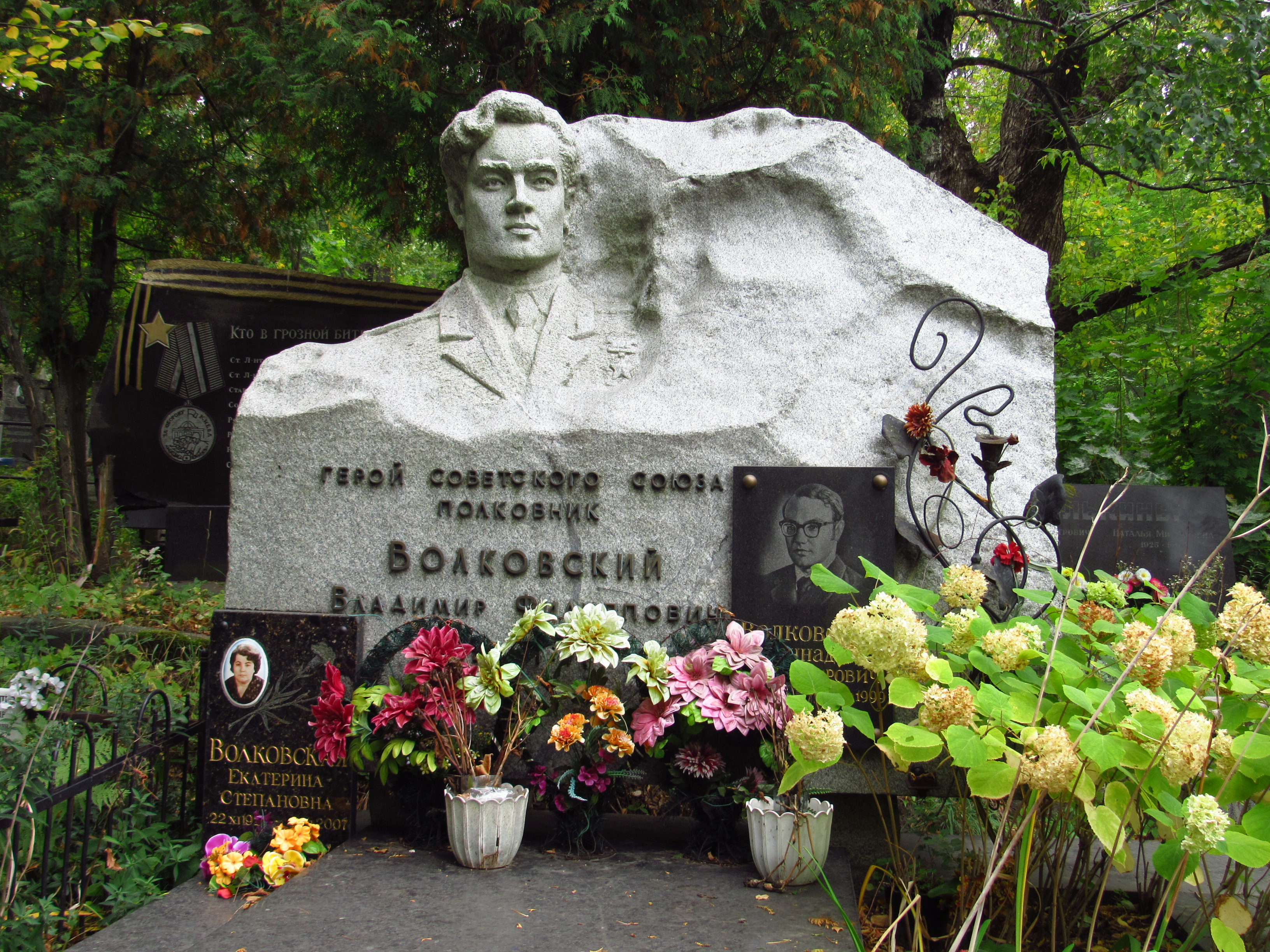
Могила В.Ф. Волковского

В 1951 году окончил Высшую офицерскую школу противовоздушной обороны, а в 1959 году — Военную артиллерийскую командную академию. До 1971 года подполковник Волковский — начальник курса командного факультета Киевского высшего военного училища. Жил в Киеве. Скончался 24 октября 1971 года. Похоронен в Киеве на Байковом кладбище.

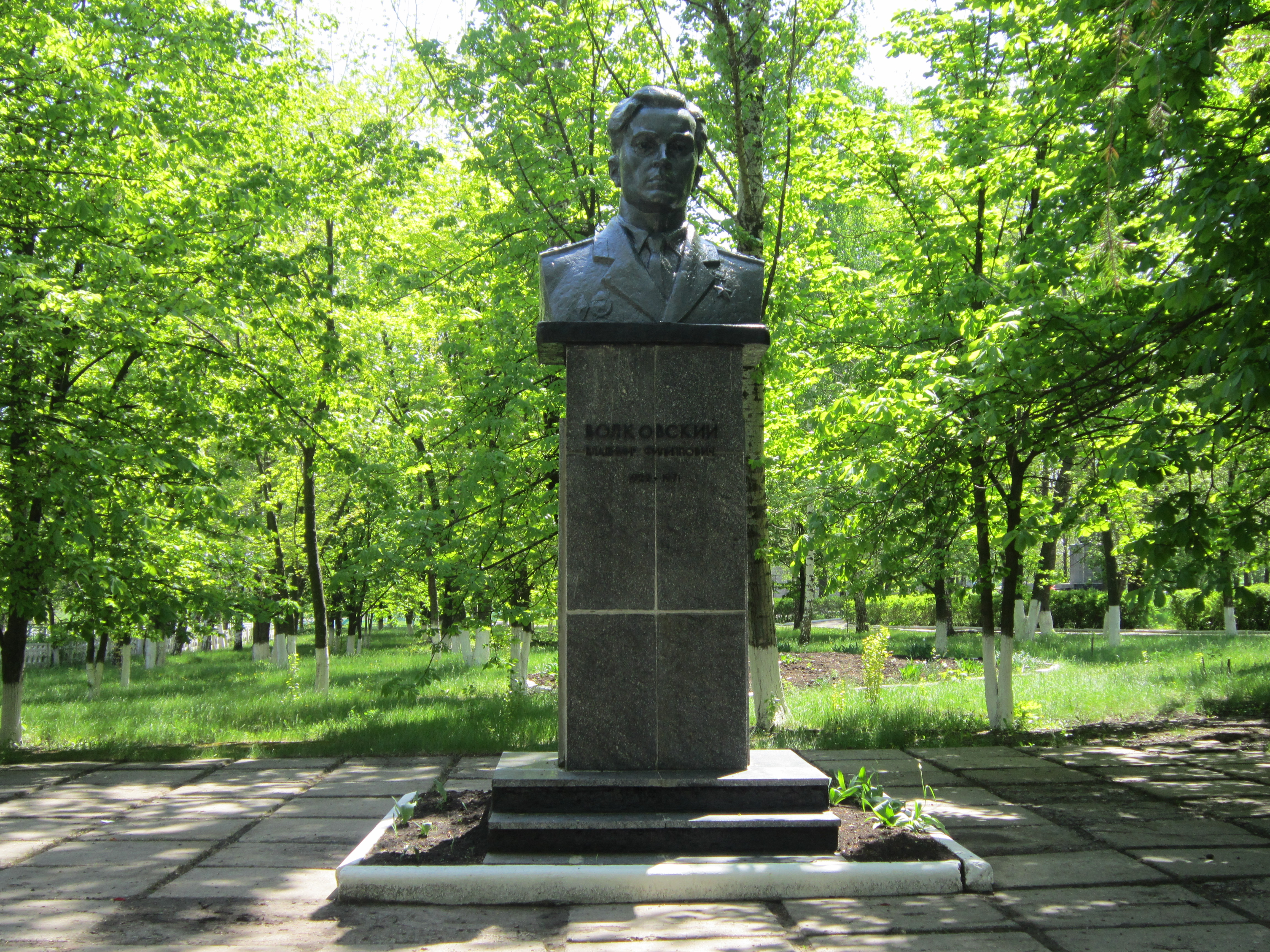
Бюст в Ржавчике

## Награды
Награждён орденом Ленина, орденом Александра Невского, двумя орденами Красной Звезды и различными медалями.

## Память
- Памятник в Киеве на Байковом кладбище[1].
- Бюст в селе Ржавчик Харьковской области.